# نبرد تاراوا
نبرد تاراوا (به انگلیسی: Battle of Tarawa) (عملیات گالوانیک (به انگلیسی: Operation Galvanic)) یک نبرد دریایی در جنگ جهانی دوم است که در فاصله ۲۰ تا ۲۳ نوامبر سال ۱۹۴۳ میان ارتش آمریکا و امپراتوری ژاپن رخ داد. این نبرد با پیروزی ارتش آمریکا به پایان رسید.

## نگارخانه

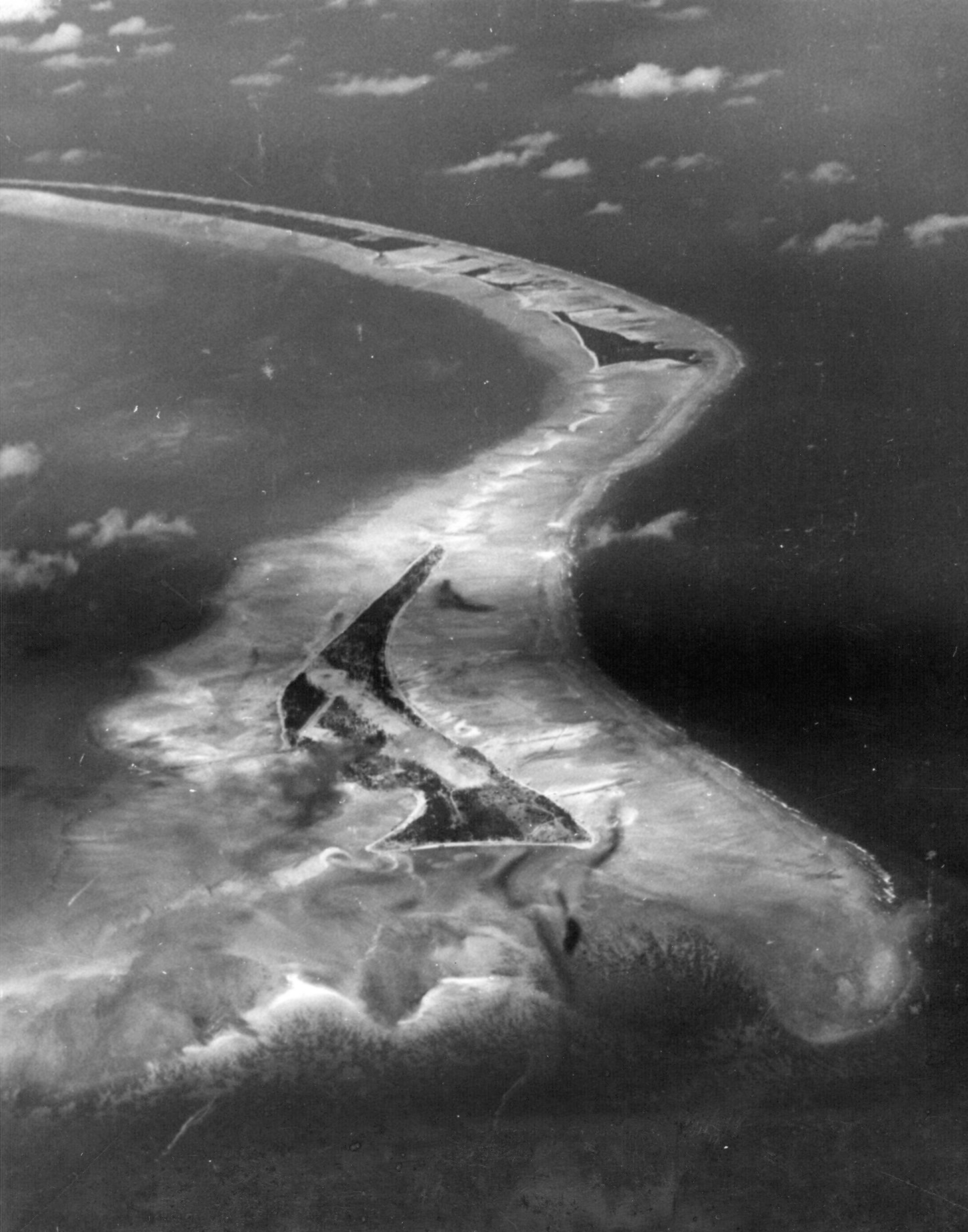
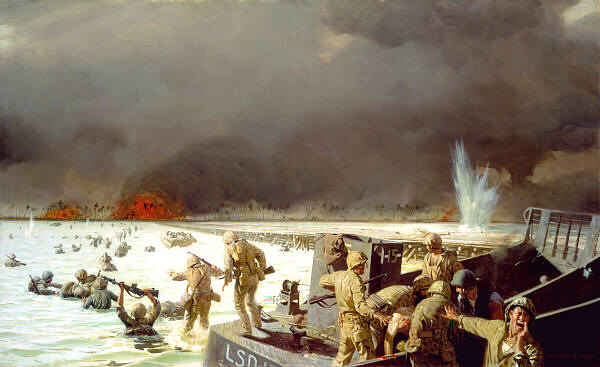
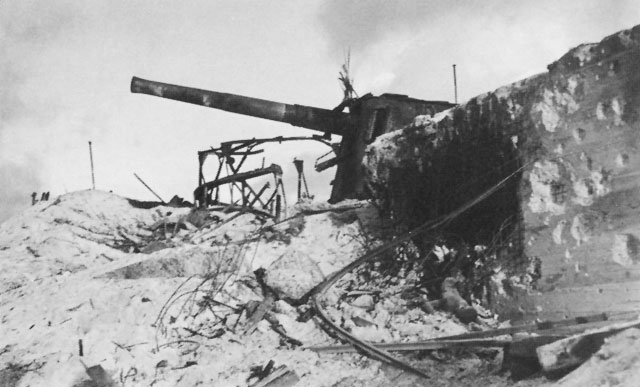
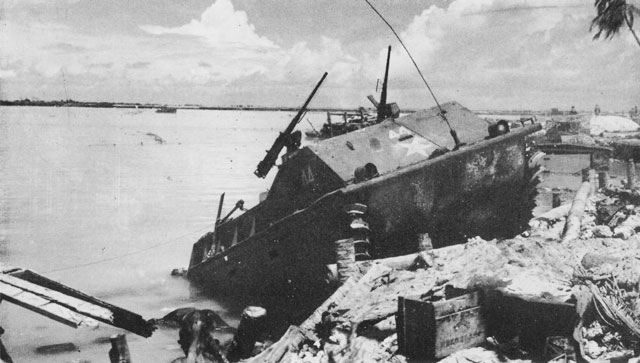
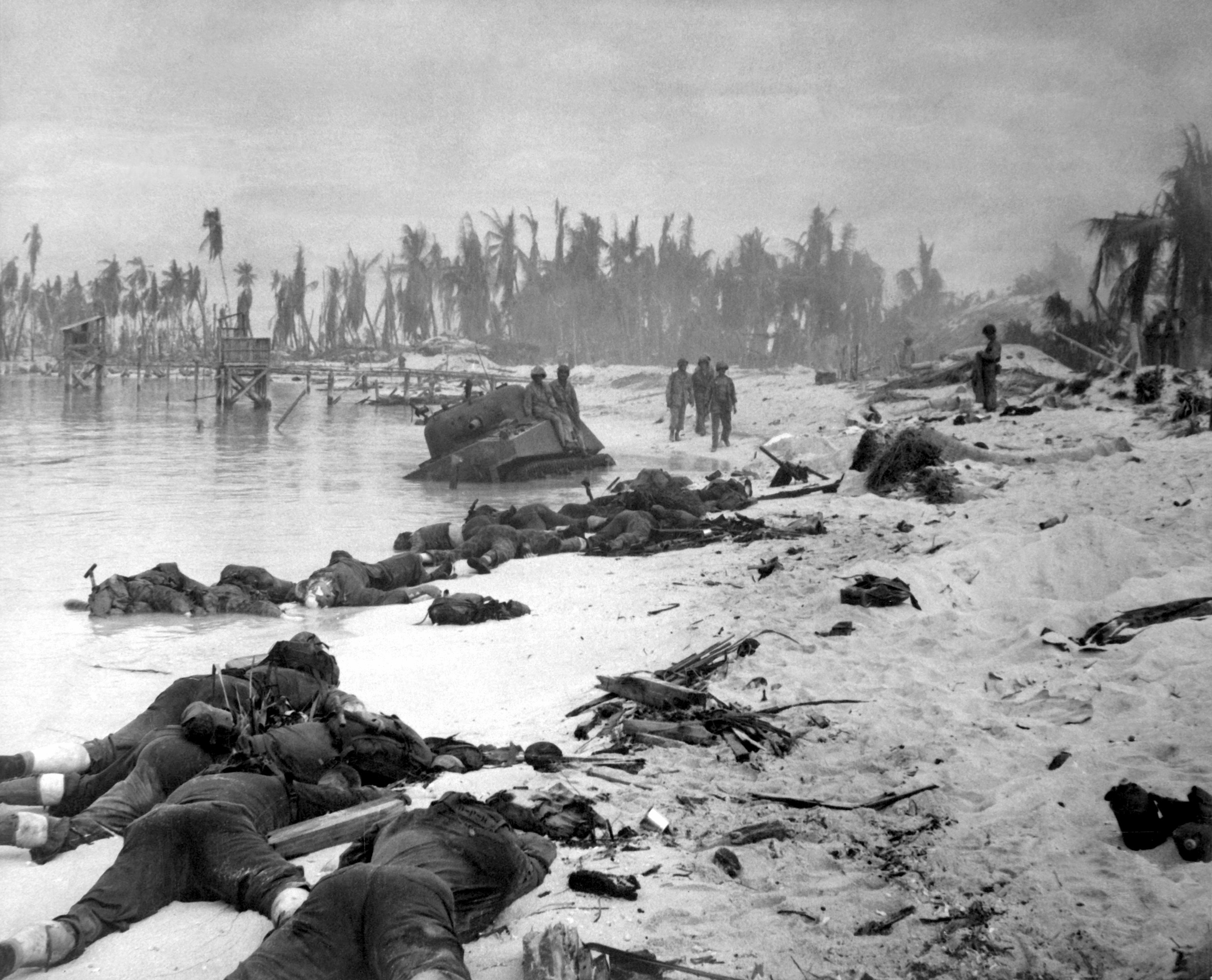
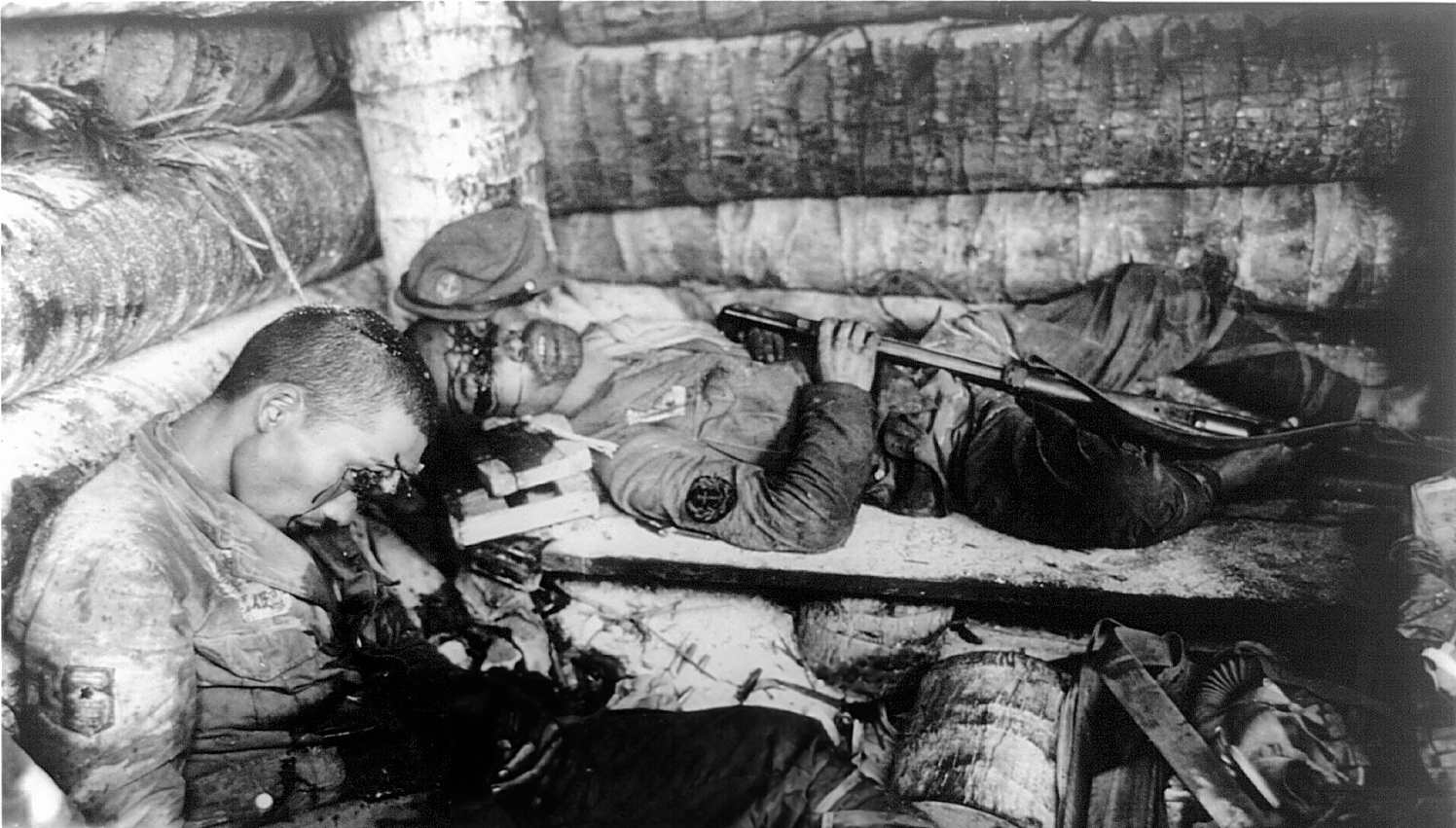
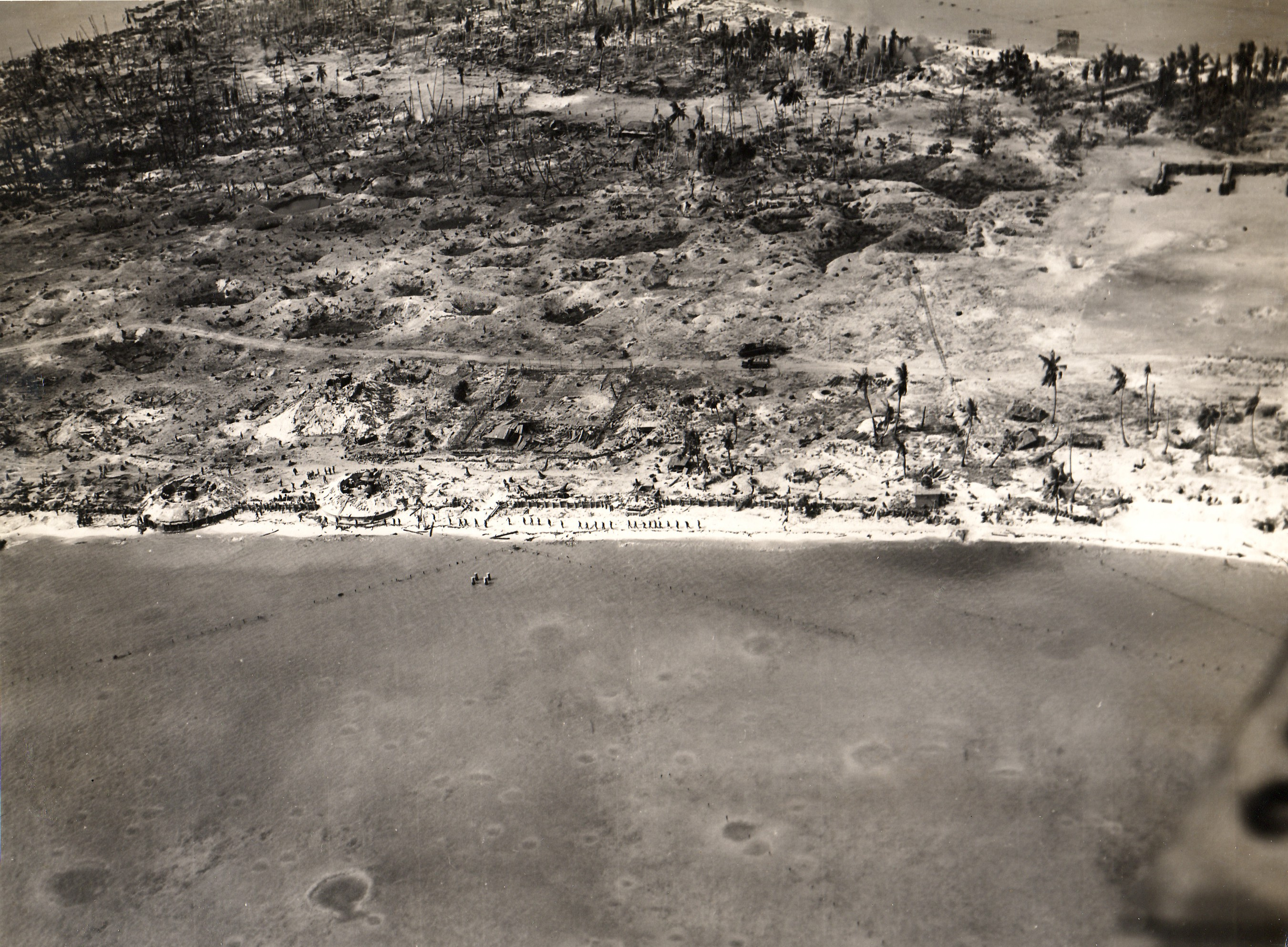
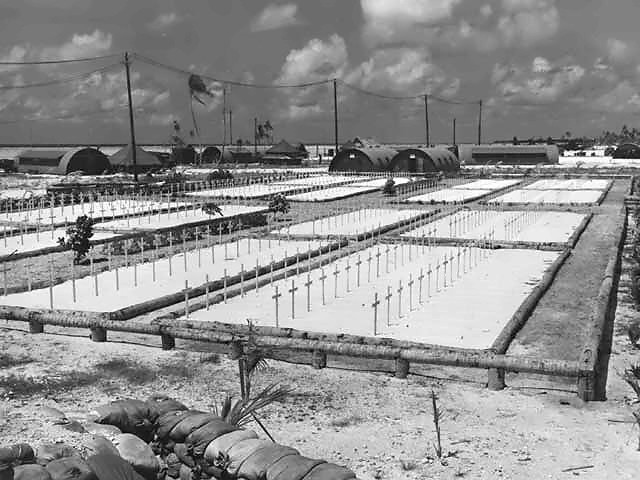
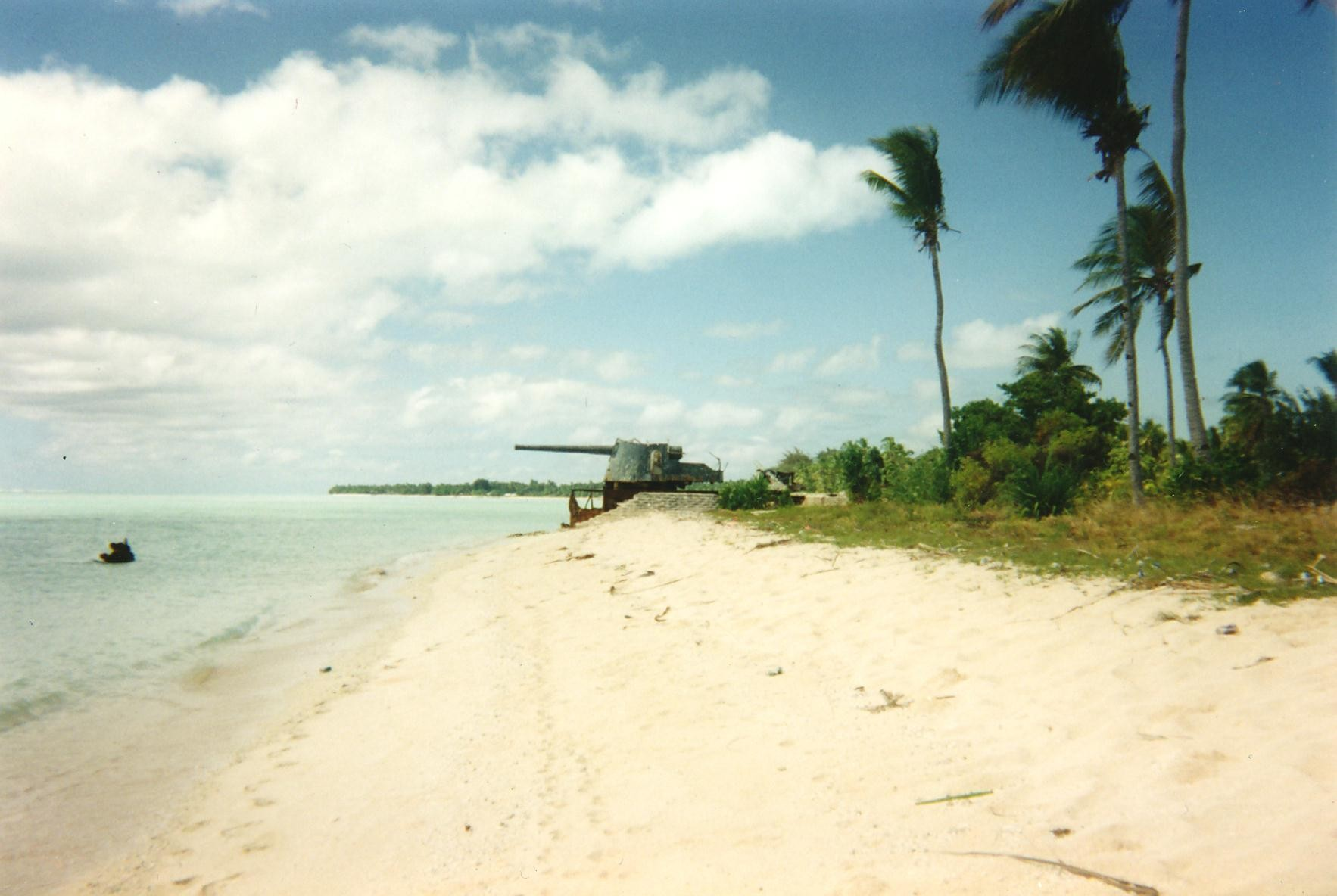
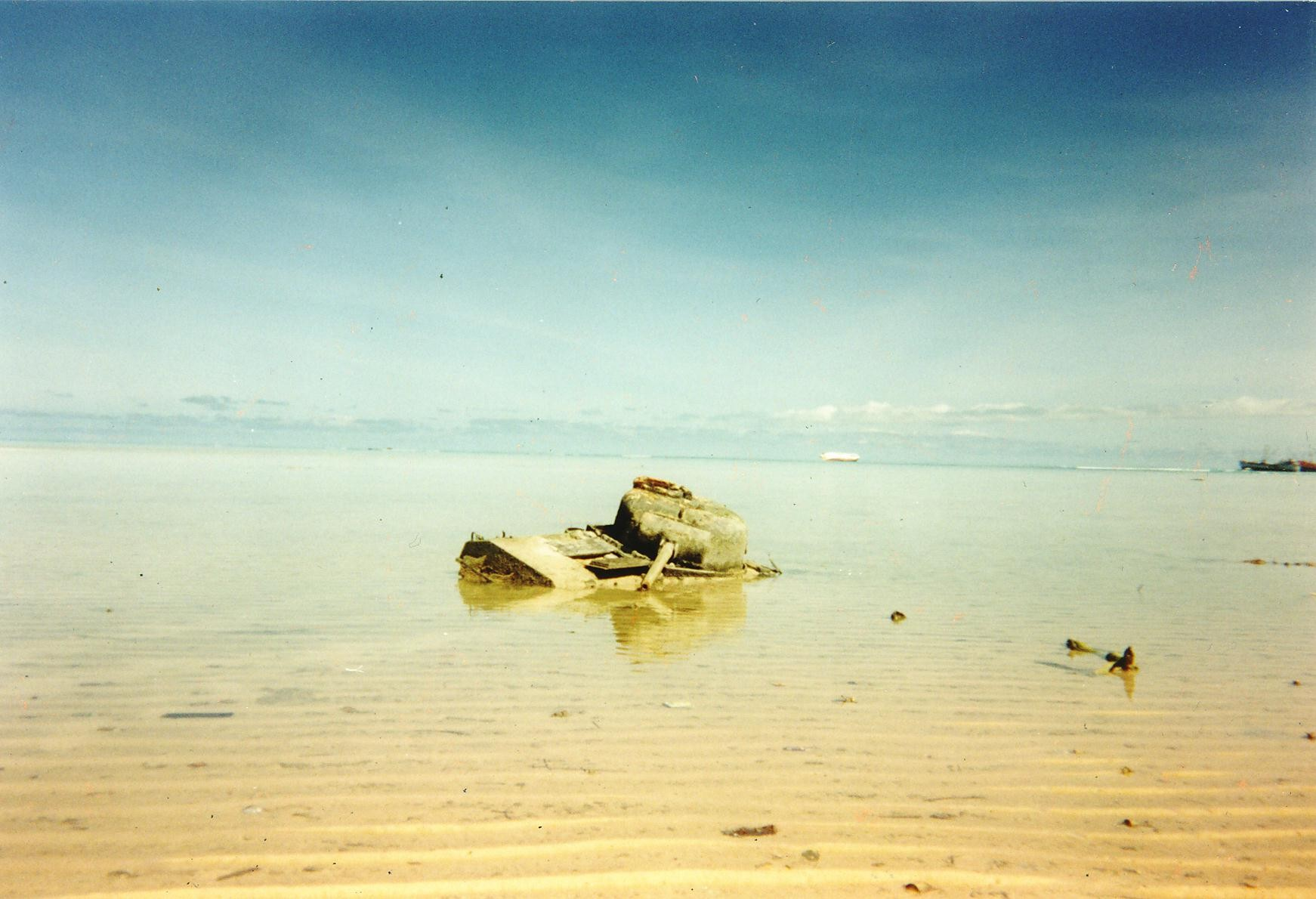
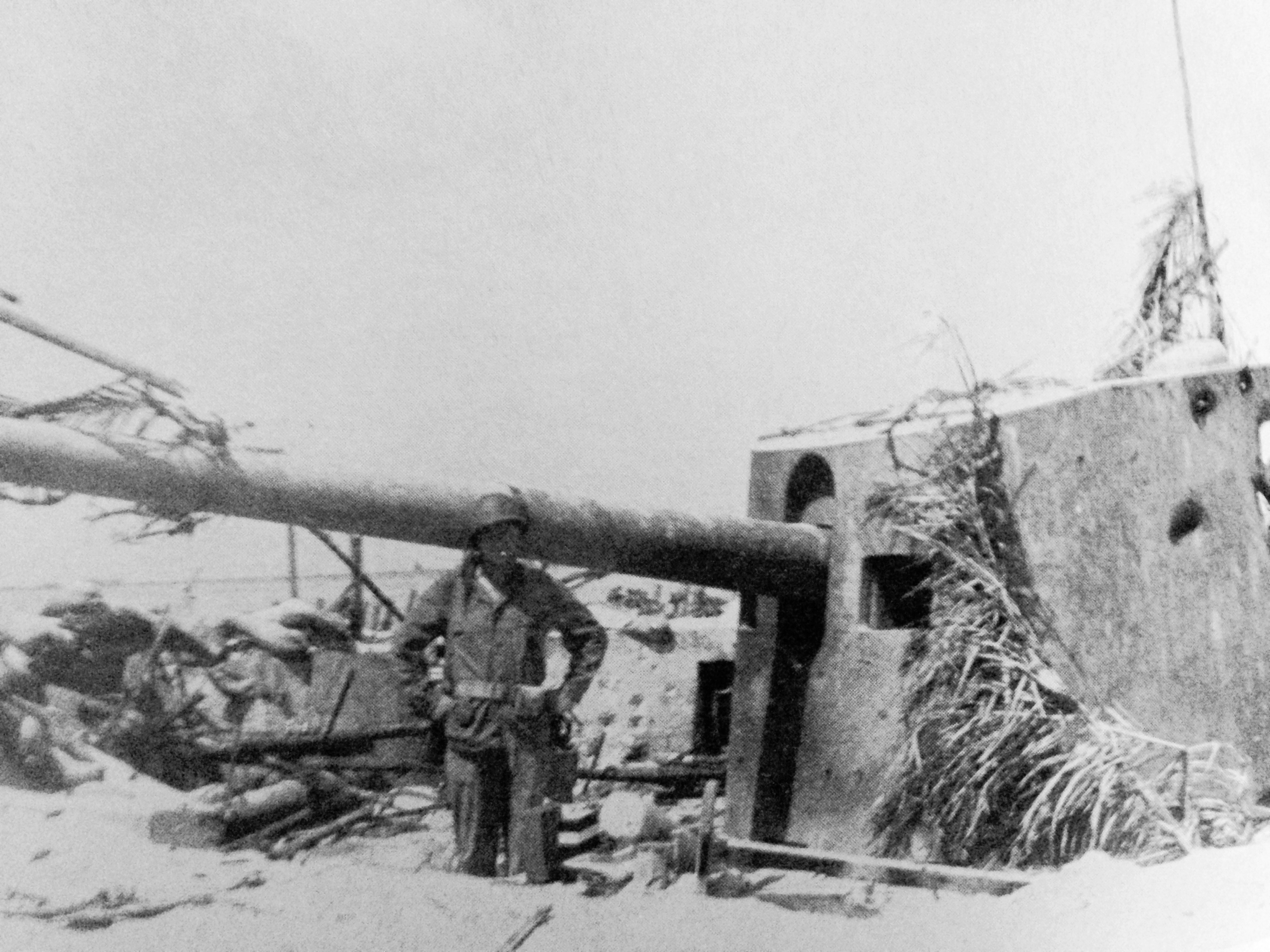